# 코스에어 인터내셔널
코스에어 인터내셔널(영어: Corsair International, 프랑스어: Corsair International)는 프랑스 저비용 항공사로 본사는 프랑스 헝지스에 위치해 있으며 허브 공항은 파리 오를리 공항이 있다.

## 역사
1981년에 코르시카 국제 항공으로 설립해 같은 해 5월 17일부터 운항을 시작했다. 1990년에 여행사 누벨 프론티에르 회사에 인수되어 코루세루로 명칭이 변경되었다. 1991년 국제선 운항을 인가하였으며 2000년부터 TUI 그룹에 의해 인수되었다. 2005년에 TUI 그룹이 TUI플라이로 명칭이 바뀜에 따라 한 차례 사명이 변경되었으나 2012년에 다시 한 차례 사명이 변경되어 현재의 명칭으로 변경되었고 그와 동시에 도장이 변경되었다.

## 운항 노선
- 2012년 4월 기준으로 코스에어 인터내셔널은 현재 정기 운항편 및 전세편을 운항하고 있으며 대부분의 전세편은 주로 프랑스의 여행 대리점인 누벨 프론티에르 회사에 의해 운항하고 있다. 현재 유럽, 프랑스, 아프리카, 북아메리카, 동남아시아의 15개 이상 도시로 전세편을 운항하고 있다.

## 보유 기종

### 현재 운항중인 기종
- 2020년 8월 기준으로 코스에어 인터내셔널은 다음과 같이 항공기를 보유하고 있다.

## 사진

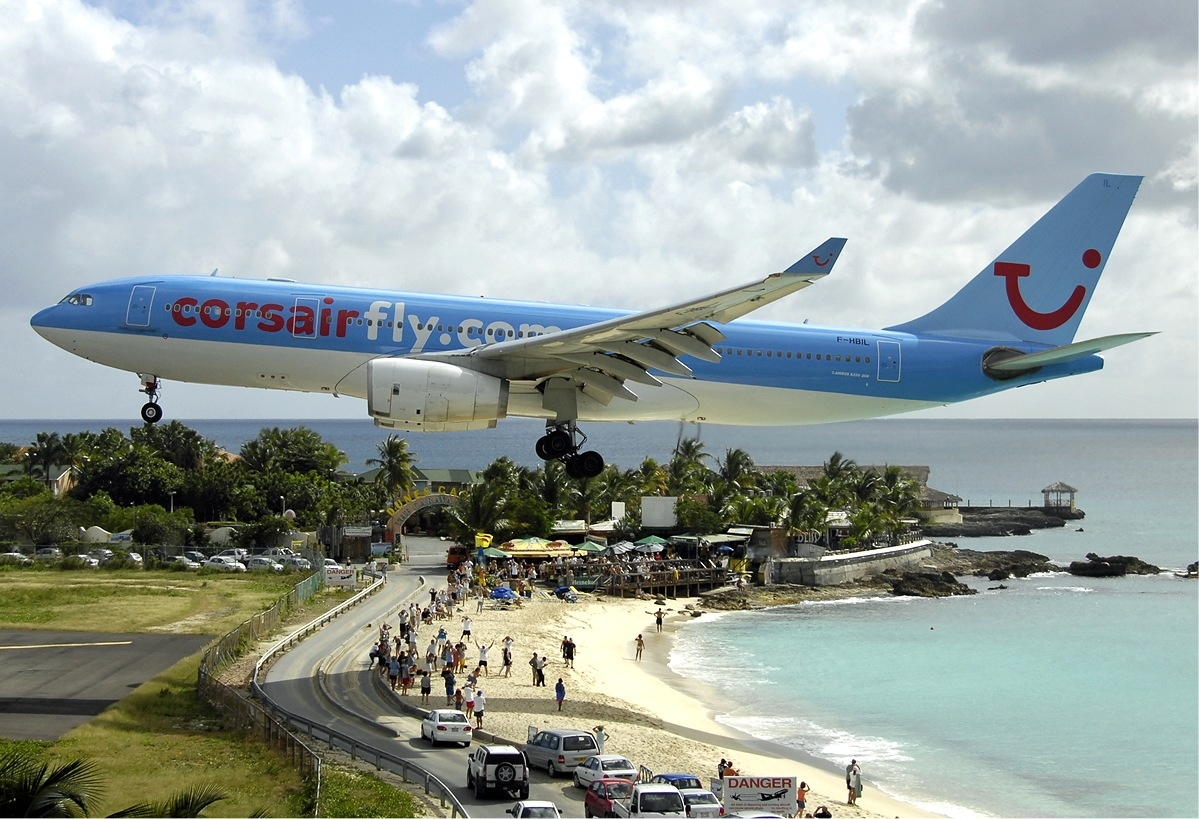
코스에어 인터내셔널의 에어버스 A330-200 구도색
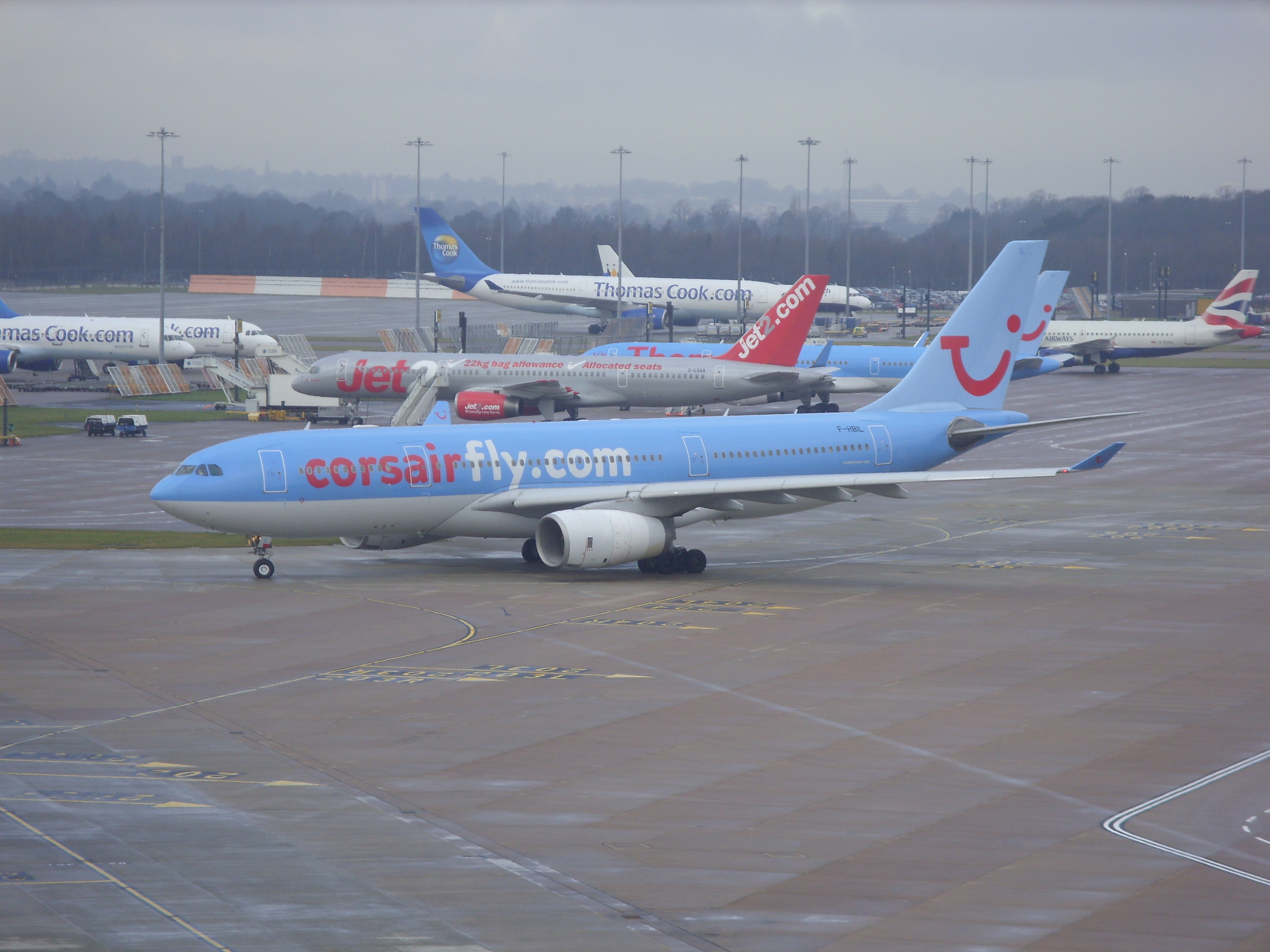
코스에어 인터내셔널의 에어버스 A330-200 구도색
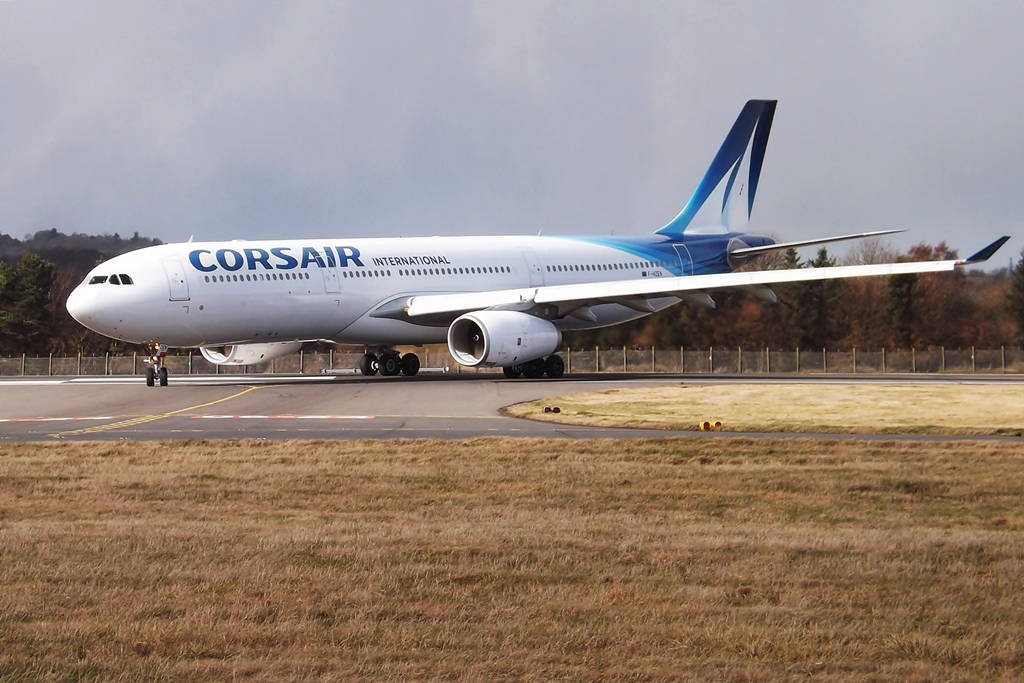
코스에어 인터내셔널의 에어버스 A330-300 신도색

## 같이 보기
- 퍼스트초이스 항공
- 아크플라이
- TUI플라이
- 톰슨 항공
- TUI플라이 노르딕